# کوه‌های اطلس
کوه‌های اطلس (به بربری: idurar n Watlas، به عربی: جبال الأطلس) رشته‌کوهی در شمال آفریقا است که به طول ۲٬۵۰۰ کیلومتر از کشورهای مراکش، الجزایر و تونس می‌گذرد. توبقال بلندترین قلهٔ این رشته‌کوهاست که با ارتفاع ۴٬۱۶۷ متری خود در جنوب غربی مراکش قرار دارد. کوه‌های اطلس سواحل دریای مدیترانه و اقیانوس اطلس را از صحرای بزرگ آفریقا جدا می‌سازد. بربرها عمده‌ترین ساکنان این رشته‌کوه هستند.

## گیا و زیا

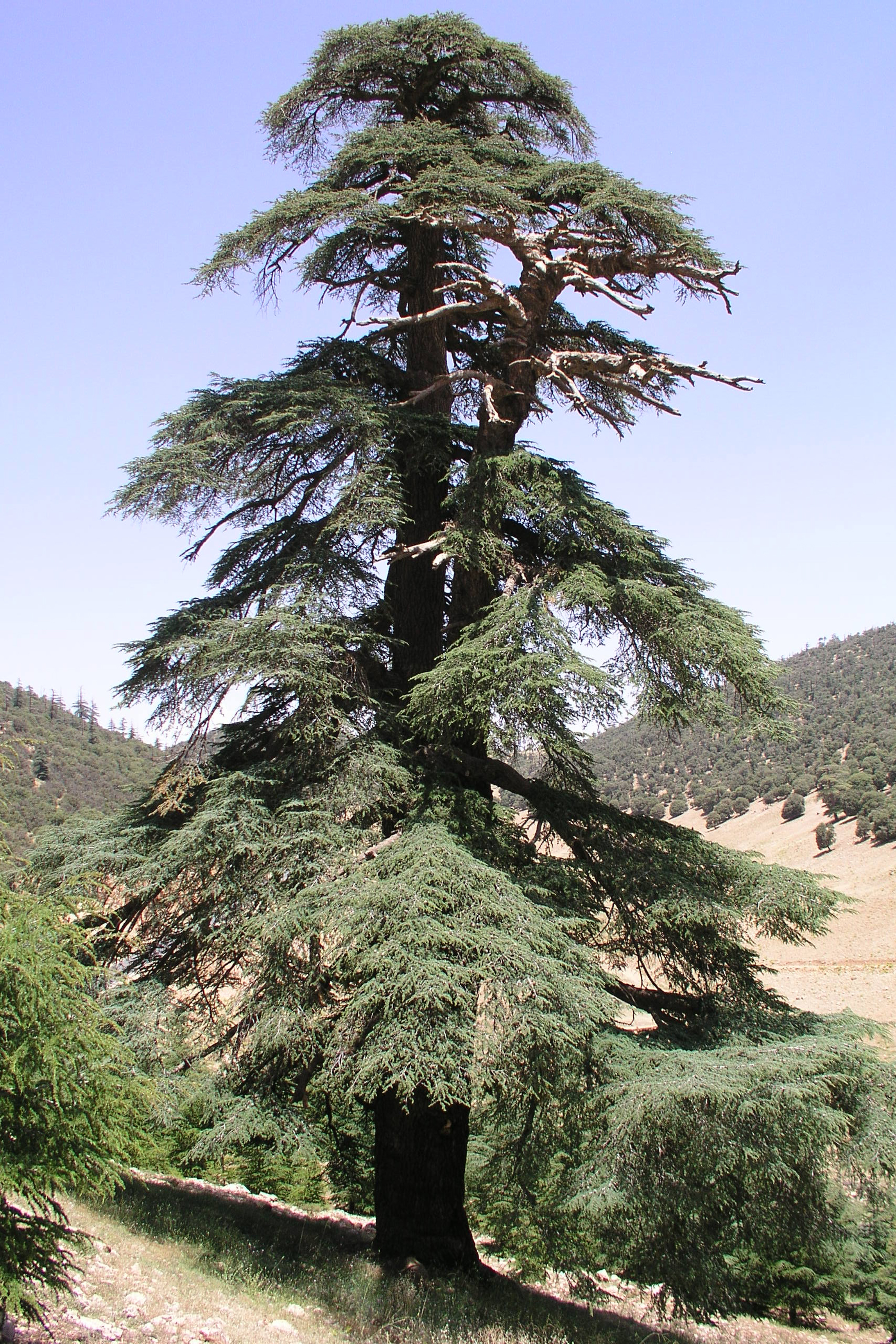
سرو کهنسال اطلس در رشته‌کوه‌های اطلس، نزدیکی شهر ازرو، مراکش.

شماری از گونه‌های گیاهی و جانوری منحصربه‌فرد آفریقا در کوه‌های اطلس دیده می‌شوند که بسیاری از آنها یا در خطر انقراض نسل قرار دارند یا اینکه نسلشان پیشتر منقرض شده است. میمون بربری، خرس اطلس (تنها گونهٔ خرس آفریقایی که امروزه نسلش منقرض شده است)، پلنگ آفریقایی (به‌طور بحرانی در معرض خطر)، گوزن قرمز بربری، گوسفند بربری، شیر بربری (منقرض شده در حیات وحش)، فیل آفریقایی شمالی (منقرض‌شده)، آهوی کوویه (در معرض خطر)، اکراس کچل شمالی (به‌طور بحرانی در معرض خطر)، افعی کوه‌های اطلس، سدر اطلسی، کاج سیاه، بلوط الجزایری، کمرکولی الجزایری و زیرآبروک از جمله جانوران و گیاهانی هستند که در این کوه‌ها دیده می‌شوند.